# Greta unzerina
Greta unzerina är en fjärilsart som beskrevs av Herbst 1792. Greta unzerina ingår i släktet Greta och familjen praktfjärilar. Inga underarter finns listade i Catalogue of Life.